# Wielki Kanał Andiżański
Wielki Kanał Andiżański (uzb.: Katta Andijon kanali; ros.: Большой Андижанский канал, Bolszoj Andiżanskij kanał) – kanał irygacyjny we wschodnim Uzbekistanie w Kotlinie Fergańskiej. Rozpoczyna swój bieg od lewego brzegu Narynu (hydrowęzeł Uchqo'rg'on), przecina międzyrzecze Narynu i Kara-darii w centralnej części Kotliny Fergańskiej (wilajet andiżański i fergański) i biegnie w kierunku południowo-zachodnim; bieg kończy w kolektorze północnobagdadzkim. Jego długość wynosi 109 km. Kanał został wybudowany w latach 1966–70 w celu zwiększenia dostaw wody dla rolnictwa w Kotlinie Fergańskiej.